# Tracey McFarlane
Tracey Danielle McFarlane, nach Heirat Tracey Danielle Mirande, (* 20. Juli 1966 in Montreal) ist eine ehemalige Schwimmerin aus den Vereinigten Staaten. Sie gewann mit der Lagenstaffel eine olympische Silbermedaille und war 1991 Weltmeisterin.

## Karriere
Die in Kanada geborene Tracey McFarlane hatte sowohl die Staatsbürgerschaft Kanadas, als auch die der Vereinigten Staaten. Ihre internationalen Erfolge als Sportlerin erreichte sie mit der Nationalmannschaft der Vereinigten Staaten.
Bei den Olympischen Spielen 1988 in Seoul trat McFarlane in drei Disziplinen an. Über 200 Meter Brust belegte sie als Sechste des B-Finales in der Gesamtwertung den 14. Platz, 13. wurde ihre Landsfrau Susan Rapp. Über 100 Meter Brust erreichte sie als einzige Schwimmerin der Vereinigten Staaten das A-Finale und wurde Sechste. Tags darauf erreichten Betsy Mitchell, Tracey McFarlane, Mary T. Meagher und Dara Torres mit der zweitschnellsten Zeit das Finale in der 4-mal-100-Meter-Lagenstaffel. Im Endlauf schwammen Beth Barr, Tracey McFarlane, Janel Jorgensen und Mary Wayte zweieinhalb Sekunden schneller als die US-Staffel im Vorlauf. Alle sieben eingesetzten Schwimmerinnen erhielten die Silbermedaille hinter der Staffel aus der DDR.
Die Pan Pacific Swimming Championships 1989 fanden in Tokio statt. Tracey McFarlane siegte mit der Lagenstaffel. Über 100 Meter Brust wurde sie Zweite hinter der Kanadierin Keltie Duggan und vor ihrer Landsfrau Mary Ellen Blanchard. Blanchard siegte auf der 200-Meter-Bruststrecke vor der Kanadierin Nathalie Giguère, hier wurde McFarlane Dritte. Anfang 1991 wurden in Perth die Schwimmweltmeisterschaften 1991 ausgetragen. Tracey McFarlane belegte den sechsten Platz über 100 Meter Brust. Die Lagenstaffel mit Janie Wagstaff, Tracey McFarlane, Crissy Ahmann-Leighton und Nicole Haislett gewann mit anderthalb Sekunden Vorsprung vor den Australierinnen und vier Sekunden vor den Deutschen.
Tracey McFarlane studierte an der University of Texas und schwamm für das Sportteam ihrer Universität. Dreimal gewann sie die Collegemeisterschaften auf der kurzen Brustdistanz. 1989 graduierte sie in Psychologie. 2002 machte sie ihren Master in Physiotherapie an der University of Central Florida.